# Úlcera de Buruli
La úlcera de Buruli  es una enfermedad infecciosa tropical causada por el Mycobacterium ulcerans, de la misma familia de bacterias que la lepra y la tuberculosis.
Se han registrado casos de UB en más de 30 países, sobre todo de clima tropical o subtropical, pero es posible que también se dé en otros países donde todavía no se haya reconocido. La notificación de casos es baja debido a los escasos conocimientos sobre la enfermedad, su distribución focal y el hecho de que afecta sobre todo a las comunidades rurales pobres. Las perspectivas de control de la enfermedad se están ampliando gracias a los progresos continuos en la comprensión de su transmisión, la creación de nuevos instrumentos diagnósticos y el desarrollo de medidas terapéuticas y profilácticas.

## Historia
En 1897, Sir Albert Cook, médico británico que trabajaba en el Hospital Mengo de Kampala (Uganda), describió úlceras cutáneas compatibles con la UB. En 1948, el profesor Peter MacCallum y sus colaboradores hicieron una descripción detallada de la enfermedad en seis pacientes de la zona de Bairnsdale, cercana a Melbourne (Australia), y fueron los primeros que aislaron el microorganismo causante: M. ulcerans. En el sur de Australia la enfermedad todavía se conoce como úlcera de Bairnsdale. En la década de los sesenta se registraron muchos casos en el condado de Buruli (el actual distrito de Nakasongola), en Uganda, y de ahí procede el nombre más común de la enfermedad: úlcera de Buruli. A partir de 1980, la UB se ha propagado rápidamente en varias zonas del mundo, y sobre todo en África occidental, lo cual llevó a la Organización Mundial de la Salud a actuar en 1998. Debido a los escasos conocimientos sobre la enfermedad, al aumento de su extensión geográfica y a sus graves consecuencias, la Asamblea de la Salud adoptó en 2004 una resolución destinada a mejorar la vigilancia y el control de la UB y a acelerar la investigación para desarrollar mejores instrumentos de control.

## Introducción
La Úlcera de Biruli es la tercera infección más común causada por una micobacteria, Mycobacterium ulcerans. Las dos primeras corresponderían a Mycobacterium tuberculosis en primer lugar y Mycobacterium leprae en segundo lugar (1). Es una de las enfermedades tropicales más emergentes y desatendidas actualmente (2)(3)(4).
La UB es una enfermedad necrotizante de la piel (sobre dermis profunda y tejido subcutáneo), que afecta principalmente a los niños, produciendo úlceras masivas, que desfiguran y puede llegar a dejar lesiones incapacitantes de por vida.
Debido a los escasos conocimientos sobre la enfermedad, al aumento de su extensión geográfica y a sus graves consecuencias, la Asamblea de la Salud adoptó en 2004 una nueva resolución destinada a mejorar la vigilancia y el control de la UB y a acelerar la investigación para desarrollar mejores instrumentos de control. (2)
Las mayores tasas de incidencia en los países de África occidental de Benín, Costa de Marfil y Ghana. En Costa de Marfil se han registrado aproximadamente 24 000 casos entre 1978 y 2006; en Benín, cerca de 7000 entre 1989 y 2006, y en Ghana, más de 11 000 desde 1993 (2).
Otros países africanos en los que ha registrado la enfermedad destacan Angola, Burkina Faso, Camerún, Congo, República Democrática del Congo, Guinea Ecuatorial, Gabón, Guinea, Liberia, Nigeria, Sudán, Togo y Uganda.
En Asia, la UB se presenta con mayor frecuencia en Papúa Nueva Guinea, con casos esporádicos en China, Indonesia, Japón y Malasia. En Australia, las regiones del sur son endémicas y el número de casos notificados ha aumentado en los últimos años: 25 en 2004, 47 en 2005 y 72 en 2006;.En las América del Sur, la Guayana Francesa es un foco conocido de la UB, con casos esporádicos en Perú, Surinam, México y, más recientemente, Brasil.
También se reportan muchos casos sobre viajeros a zonas endémicas de Europa, Estados Unidos y Canadienses (2) (3).
La determinación exacta de la prevalencia y la carga de morbilidad requiere investigaciones considerables, entre otros motivos porque:
1.	Los conocimientos sobre la enfermedad son insuficientes, tanto entre los trabajadores sanitarios como entre la población general, lo cual hace que haya una importante subnotificación;
2.	Las personas más afectadas por la UB viven en zonas rurales remotas y tienen poco contacto con el sistema de salud;
3.	Las formas de presentación clínica de la enfermedad son variables, por lo que la UB se confunde a menudo con otras úlceras y enfermedades cutáneas tropicales.
4.	La UB no es una enfermedad de declaración obligatoria en muchos países.
La UB prevalece cerca de masas de agua (ríos de curso lento, estanques, pantanos y lagos); también se han producido casos tras inundaciones. Las actividades que tienen lugar cerca de masas de agua, como las actividades agrícolas, constituyen factores de riesgo, y la utilización de ropas protectoras parece reducir el riesgo de contraer la enfermedad (1) (3).
Pueden verse afectadas personas de ambos sexos y de todas las edades, pero la mayoría de los pacientes son niños de menos de 15 años. La enfermedad puede afectar a cualquier parte del cuerpo, pero las lesiones están localizadas en los extremidades en aproximadamente un 90% de los casos, pero cerca de un 60% se produce en las extremidades inferiores (3). Observaciones anecdóticas de la UB en los niños de padres múltiples han sugerido una posible predisposición genética, con el apoyo de los estudios moleculares (4). 
Los factores de riesgo sobre la UB dentro de las áreas endémicas incluyen :
•	la falta de ropa protectora
•	la exposición a fuentes naturales de agua sin protección
•	la inadecuada atención de menores de las heridas de la piel
•	El virus de inmunodeficiencia humana puede aumentar el riesgo para la UB o estar asociado con agresividad BU.
El modo de transmisión sigue en estudio. Algunos pacientes dicen que las lesiones aparecen en sitios que han sufrido traumatismos. Hay investigaciones que indican que en África algunos insectos acuáticos del orden Hemiptera (Naucoridae y Belostomatidae) pueden albergar M. ulcerans en sus glándulas salivares y transmitir la enfermedad a animales de experimentación. Datos más recientes procedentes de Australia indican que los mosquitos de las marismas son positivos para el ADN de M. ulcerans, aunque todavía no se ha confirmado que transmitan el microorganismo. Se sigue investigando el papel exacto de los insectos y de otros factores en la transmisión de esta enfermedad al ser humano. Tampoco hay pruebas de que la enfermedad de transmita de persona a persona. El modo más posible de la transmisión es local, por un traumatismo pequeño, en la piel y que a menudo pasa inadvertida.Lo permite la inoculación de M ulcerans.
M ulcerans crece muy lentamente en vivo, tiene una temperatura óptima de crecimiento de aproximadamente 32 °C, lo que explica su predilección por la piel y su restringida diseminación. Sin embargo, los huesos pueden ser infectados, debido a la difusión linfática o diseminación hematógena.Cepas aisladas de infecciones en huesos humanos no crecen a 37 °C, por lo que la osteomielitis es una de las características enigmáticas de la UB (2), (3).
Por lo tanto podemos destacar 3 características importantes de la M lucernas :
1.	Su baja temperatura óptima de crecimiento hace que la piel y tejido subcutaneo sea su territorio exclusivo.
2.	Su tasa de crecimiento lento que se traduce a que las lesiones progresen lentamente.
3.	La síntesis de la exotoxina mycolactona, que tiene una gran potencia citotoxica e inmunosupresora. Este es el único factor conocido de virulencia conocido en la bacteria.

## Diagnóstico
El diagnóstico de la UB se basa generalmente en las manifestaciones clínicas ya que con frecuencia no puede confirmarse por las limitaciones de acceso a los servicios de laboratorio.
El diagnóstico por laboratorio incluye la tinción ácido-alcohol resistente, la histopatología, el cultivo de la micobacteria y la reacción en cadena de la polimerasa (PCR).
•	Tinción ácido-alcohol resistente: es la técnica de laboratorio más fácilmente disponible, se requiere una muestra tomada con una torunda del borde de una úlcera. En el contexto de un área endémica, con una fuerte sospecha clínica de la UB, esta prueba supone alrededor del 40 por ciento de sensibilidad. Además, la presencia de bacilos ácido alcohol resistentes no descarta otras infecciones relacionadas, tales como M. tuberculosis u otras micobacterias ambientales.
•	El cultivo: M. ulcerans crece en laboratorio en Lowenstein-Jensen lentamente, para que los resultados sean positivos se requiere que pase al menos 6 semanas. La sensibilidad de esta técnica es baja, alrededor de un 60 %. Las especies se pueden obtener por biopsia o PAF de la lesión ulcerada o sobre el centro de la lesión no ulcerada. El cultivo muestra más alto rendimiento a partir de muestras de la placa y más bajo si es de las lesiones edematosas. El medio de transporte óptimo es en líquido Middlebrook7H9 caldo suplementado con polimixina B, anfotericina B, el ácido nalidíxico, trimetoprima yazlocilina (PANTA); muestras en este medio puede ser almacenado y transportado a temperatura ambiente.
•	Histología: El estudio M. ulcerans histológico de una muestra supone el método diagnóstico con mayor sensibilidad (82%). El diagnóstico realizado en lesiones tempranas (durante los primeros 6 meses de evolución) muestran necrosis coalescente, oclusión vascular, hemorragia y un alto número de bacilos ácido-alcohol resistentes. En lesiones más tardías la formación de granulomas es más evidente y hay un menor número de bacilos ácido-alcohol resistentes.
•	PCR: para realizar una PCR  se utiliza la secuencia de inserción 2404, que se inserta en el genoma de M. ulcerans. La sensibilidad de esta técnica es alta, entre 70 y 80 %. Esta herramienta se ha aplicado clínicamente en las zonas endémicas, y es una importante herramienta de investigación para el estudio de las fuentes ambientales de infección. En las formas edematosas de la enfermedad, el rendimiento diagnóstico de la PCR suele ser relativamente baja. Aspiración con aguja fina es la muestra ideal para la evaluación de PCR de las lesiones no ulceradas.
La prueba de tuberculina en la piel, por lo general, resulta positivo durante el curso de la enfermedad, a pesar de que las pruebas cutáneas no se recomiendan por una serie de razones: pueden ser negativas al inicio del curso de la infección y, cuando son positivas, no pueden diferenciar entre las infecciones causadas por distintas micobacterias.

## Síntomas
Las lesiones en las extremidades son las más comunes un 60% en las extremidades inferiores y un 30 % en las extremidades superiores aunque pueden aparecer en tronco e incluso en la cara 10%.
El periodo de incubación de las lesiones relacionadas con un traumatismo oscila entre 2 semanas a 3 años.Entre los 54 y los 70 días, ya podemos encontrarnos bacilos ácido alcohol resistentes.
La mayoría de las lesiones son indoloras. Los recientes estudios han observado que las lesiones de UB no presenten dolor puede estar relacionada por la invasión al nervio. (4)
La primera lesión generalmente comienza con un nódulo o una zona edematosa indolora que avanza formando una úlcera con bordes laminados, extendiéndose a los lados, provocándose una necrosis por la destrucción del tejido. La úlcera suele ser única, aunque a veces se puede presentar diseminada, con mayor frecuencia en los niños. No se suele presentar ni fiebre ni adenopatía.
Hay varias razones por las que los pacientes acuden a su centro de salud consultando por su enfermedad de forma avanzada. En primer lugar debido a las características de la misma enfermedad que se desarrolla silenciosamente. La aparición del nódulo puede pasar desapercibido y la aparición de la úlcera es también sin dolor y con una evolución muy lenta. Por último los individuos a menudo viven en zonas rurales aisladas, son de limitados recursos financieros y educativos, dificultando así el acceso a la asistencia sanitaria.
La evolución no suele conducir a la muerte pero las complicaciones son comunes. La recuperación espontánea es posible. Las úlceras pueden conducir a un infección secundaria del hueso provocando osteomielitis o una infección secundaria de la herida por otras bacterias. Las lesiones óseas son más comunes en niños. La diseminación a hueso está relacionada con el número de lesiones cutáneas. (1)
La UB puede provocar lesiones incapacitantes como son las contracturas producidas por la cicatrización de las heridas, o las amputaciones.

## Tratamiento
La pauta básica para el tratamiento de la UB es el tratamiento con antibióticos. Antiguamente, se apostaba más por los tratamientos invasivos quirúrgicos, sin embargo se vio que las tasas de curación eran mayores con antibióticos. El protocolo tiene ciertas diferencias en caso del tratamiento de úlceras pequeñas y grandes, recomendando un desbridamiento de tejido necrótico en úlceras mayores a 15 cm. Sin embargo, está contraindicada la cirugía en lugares críticos cercanos a la órbita o los genitales. 
Los antibióticos más efectivos son la rifampina combinada con un aminoglucósido, fluorquinolona, macrólido o dapsona. No se recomienda monoterapia en ningún caso. En el año 2004, se publicó un estudio por la OMS que explícitamente recomendó la combinación de rifampina (10mg/kg, 1 vez al día vía oral) en combinación con estreptomicina (15mg/kg, 1 vez al día, vía intramuscular), durante 8 semanas. La recomendación de esta combinación se basa en un estudio hecho en el oeste de África, donde se trataron 224 pacientes, de los cuales se llegaron a curar el 96% con tratamiento antibiótico de rifampina/estreptomicina y quirúrgico, y el 47% de las úlceras se curaron solo con tratamiento antibiótico(5) .
La vacunación con BCG proporciona cierta protección contra la UB, de 6 a 12 meses después de la vacunación, y que la vacunación con BCG neonatal se reduce el riesgo de la UB con osteomielitis en los que la adquieren en la infancia o UB en adultos (3).